# Az American Crime Story epizódjainak listája
Ez a szócikk az American Crime Story című amerikai krimisorozat epizódjait tartalmazza.
A sorozat 2016. február 2-án indult az FX televíziós csatornán az Amerikai Egyesült Államokban. Magyarországon a Cinemax kezdte vetíteni 2016. május 23-án.

## Évadáttekintés
| Évad | Évad | Részek száma | Részek száma | Eredeti sugárzás    | Eredeti sugárzás  | Eredeti adó | Magyar sugárzás | Magyar sugárzás  | Magyar adó |
| Évad | Évad | Részek száma | Részek száma | Évadbemutató        | Évadzáró          | Eredeti adó | Évadbemutató    | Évadzáró         | Magyar adó |
| ---- | ---- | ------------ | ------------ | ------------------- | ----------------- | ----------- | --------------- | ---------------- | ---------- |
|      | 1.   | 10           | 10           | 2016. február 2.    | 2016. április 15. | FX          | 2016. május 23. | 2016. július 25. | Cinemax    |
|      | 2.   | 9            | 9            | 2018. január 17.    | 2018. március 21. | FX          | n. a.           | n. a.            | n. a.      |
|      | 3.   | 10           | 10           | 2021. szeptember 7. | 2021. november 9. | FX          | n. a.           | n. a.            | n. a.      |
|      | 4.   | ?            | ?            | n. a.               | n. a.             | FX          | n. a.           | n. a.            | n. a.      |

## Első évad - Az O. J. Simpson-ügy (2016)
| Sor. | Év. | Cím                                          | Rendező           | Író                                                                 | Premier                            | Nézettség   |
| ---- | --- | -------------------------------------------- | ----------------- | ------------------------------------------------------------------- | ---------------------------------- | ----------- |
| 1.   | 1.  | A gyilkosság (From the Ashes of Tragedy)     | Ryan Murphy       | Scott Alexander, Larry Karaszewski                                  | 2016. február 2. 2016. május 23.   | 5,12 millió |
| 2.   | 2.  | Hiába futsz (The Run of His Life)            | Ryan Murphy       | Scott Alexander, Larry Karaszewski                                  | 2016. február 9. 2016. május 30.   | 3,90 millió |
| 3.   | 3.  | Az álomcsapat (The Dream Team)               | Anthony Hemingway | D. V. DeVincentis                                                   | 2016. február 16. 2016. június 6.  | 3,34 millió |
| 4.   | 4.  | Az esküdtválogatás (100% Not Guilty)         | Anthony Hemingway | Maya Forbes, Wallace Wolodarsky, Scott Alexander, Larry Karaszewski | 2016. február 23. 2016. június 13. | 3,00 millió |
| 5.   | 5.  | A faji kártya (The Race Card)                | John Singleton    | Joe Robert Cole                                                     | 2016. március 1. 2016. június 20.  | 2,73 millió |
| 6.   | 6.  | Marcia (Marcia, Marcia, Marcia)              | Ryan Murphy       | D. V. DeVincentis                                                   | 2016. március 8. 2016. június 27.  | 3,00 millió |
| 7.   | 7.  | Összeesküvés-elméletek (Conspiracy Theories) | Anthony Hemingway | D. V. DeVincentis                                                   | 2016. március 15. 2016. július 4.  | 2,89 millió |
| 8.   | 8.  | Esküdt ellenségek (A Jury in Jail)           | Anthony Hemingway | Joe Robert Cole                                                     | 2016. március 22. 2016. július 11. | 2,91 millió |
| 9.   | 9.  | Mennyei manna (Manna from Heaven)            | Anthony Hemingway | Scott Alexander, Larry Karaszewski                                  | 2016. március 29. 2016. július 18. | 2,76 millió |
| 10.  | 10. | Az ítélet (The Verdict)                      | Ryan Murphy       | Scott Alexander, Larry Karaszewski                                  | 2016. április 5. 2016. július 25.  | 3,27 millió |

## Második évad - The Assassination of Gianni Versace (2018)
| Sor. | Év. | Cím                        | Rendező               | Író                        | Premier           | Nézettség   |
| ---- | --- | -------------------------- | --------------------- | -------------------------- | ----------------- | ----------- |
| 11.  | 1.  | The Man Who Would Be Vogue | Ryan Murphy           | Tom Rob Smith              | 2018. január 17.  | 2,22 millió |
| 12.  | 2.  | Manhunt                    | Nelson Cragg          | Tom Rob Smith              | 2018. január 24.  | 1,42 millió |
| 13.  | 3.  | A Random Killing           | Gwyneth Horder-Payton | Tom Rob Smith              | 2018. január 31.  | 1,26 millió |
| 14.  | 4.  | House by the Lake          | Daniel Minahan        | Tom Rob Smith              | 2018. február 7.  | 0,98 millió |
| 15.  | 5.  | Don't Ask Don't Tell       | Daniel Minahan        | Tom Rob Smith              | 2018. február 14. | 0,91 millió |
| 16.  | 6.  | Descent                    | Gwyneth Horder-Payton | Tom Rob Smith              | 2018. február 28. | 1,10 millió |
| 17.  | 7.  | Ascent                     | Gwyneth Horder-Payton | Tom Rob Smith              | 2018. március 7.  | 0,92 millió |
| 18.  | 8.  | Creator/Destroyer          | Matt Bomer            | Tom Rob Smith, Maggie Cohn | 2018. március 14. | 1,00 millió |
| 19.  | 9.  | Alone                      | Daniel Minahan        | Tom Rob Smith              | 2018. március 21. | 1,20 millió |

## Harmadik évad - Impeachment (2021)
| Sor. | Év. | Cím                                  | Rendező                    | Író                                          | Premier              | Nézettség   |
| ---- | --- | ------------------------------------ | -------------------------- | -------------------------------------------- | -------------------- | ----------- |
| 20.  | 1.  | Exiles                               | Ryan Murphy                | Sarah Burgess                                | 2021. szeptember 7.  | 0,92 millió |
| 21.  | 2.  | The President Kissed Me              | Michael Uppendahl          | Sarah Burgess                                | 2021. szeptember 14. | 0,69 millió |
| 22.  | 3.  | Not to Be Believed                   | Michael Uppendahl          | Sarah Burgess                                | 2021. szeptember 21. | 0,66 millió |
| 23.  | 4.  | The Telephone Hour                   | Laure de Clermont-Tonnerre | Flora Birnbaum                               | 2021. szeptember 28. | 0,61 millió |
| 24.  | 5.  | Do You Hear What I Hear?             | Laure de Clermont-Tonnerre | Halley Feiffer                               | 2021. október 5.     | 0,53 millió |
| 25.  | 6.  | Man Handled                          | Ryan Murphy                | Sarah Burgess                                | 2021. október 12.    | 0,55 millió |
| 26.  | 7.  | The Assassination of Monica Lewinsky | Michael Uppendahl          | Sarah Burgess, Flora Birnbaum, Daniel Pearle | 2021. október 19.    | 0,61 millió |
| 27.  | 8.  | Stand By Your Man                    | Rachel Morrison            | Flora Birnbaum                               | 2021. október 26.    | 0,62 millió |
| 28.  | 9.  | The Grand Jury                       | Rachel Morrison            | Sarah Burgess                                | 2021. november 2.    | 0,59 millió |
| 29.  | 10. | The Wilderness                       | Michael Uppendahl          | Sarah Burgess                                | 2021. november 9.    | 0,54 millió |

## Negyedik évad
| Sor. | Év. | Cím | Rendező | Író | Premier | Nézettség |
| ---- | --- | --- | ------- | --- | ------- | --------- |

## Fordítás
Ez a szócikk részben vagy egészben  a   List of American Crime Story episodes című angol Wikipédia-szócikk ezen változatának fordításán alapul.  Az eredeti cikk szerkesztőit annak laptörténete sorolja fel. Ez a jelzés csupán a megfogalmazás eredetét és a szerzői jogokat jelzi, nem szolgál a cikkben szereplő információk forrásmegjelöléseként.